# Заркент
Заркент — посёлок в Паркентском районе Ташкентской области. Кишлак Заркент находится у подножия гор, в 5 км к востоку от города Паркент, на высоте от 800 метров над уровнем моря.

## История
На западной стороне Чаткальского горного хребта, в верховьях кишлака Заркент, который расположен в одной линии с Меккой и Мединой, находится захоронение почитаемого святого Заркент Ота. Саид Джафар Гази, уроженец Сирии из города Малатия и происходивший из арабской семьи, был известен как выдающийся ученый и проповедник ислама, известный благодеяниями. В книге «Сказание о сражениях Саида Джафара Гази», опубликованной в Ташкенте в 1324 году традиционным способом печати, содержится информация о его вкладе в развитие региона.
По легенде, когда Саид Джафар Гази прибыл в Заркент, ему раскрылся Святой Хызр, который для осуществления его замыслов воткнул в землю свой жезл, отчего забил ключ (современный источник). Говорят, он заметил, что вода подходит для священных омовений. Гази спрятался от внезапной атаки врагов в кустах около источника и так и не вернулся оттуда. Место славится двумя чудесами: ни одна птица, кроме соловьев, не усаживается на местные деревья — отсюда и название «место святого, где птица не сядет»; и лечебные свойства воды источника, считающейся даром святынь. Это место на протяжении многих столетий считается святым: верующие читают здесь Коран, молятся за Святого Заркент Ота и ищут его поддержки, чтобы их молитвы и желания исполнились.

## Достопримечательности
Территория вокруг Заркента усеяна плантациями высококачественных видов винограда и плодоносящими садами. В последнее время заметен рост туристической активности в Заркенте. Среди привлекательных мест для агротуризма выделяются именно местные сады и виноградники. Немалая доля туристов, посещающих Заркент, прибывает для зиярата к могиле шейха Заркент Ота, расположенной в верхней части поселения. Согласно легендам, именно шейх Заркент Ота основал поселение, которое впоследствии было названо в его честь. Некоторое время назад местные жители инициировали благоустройство места захоронения и прилегающих территорий. Рядом с архитектурным комплексом «Заркент Ота» находится источник, воды которого служат важным ресурсом для всего села.
Над Заркентом на каменистом хребте около вершины Бегизшах находится удивительная одиночная скала под названием Адамташ — «Человек-камень». Существуют легенды, согласно которым этот камень превратился из воина, который воплощал непреодолимую боевую ярость, и во время ожесточенной баталии закаменел, став препятствием, о которое разбились армии врагов Ислама.